# 银禧纪念柱
银禧纪念柱（Jubiläumssäule）位于德国斯图加特王宫广场，为纪念符腾堡国王威廉一世登基25周年，以及60岁诞辰而建于1841年。

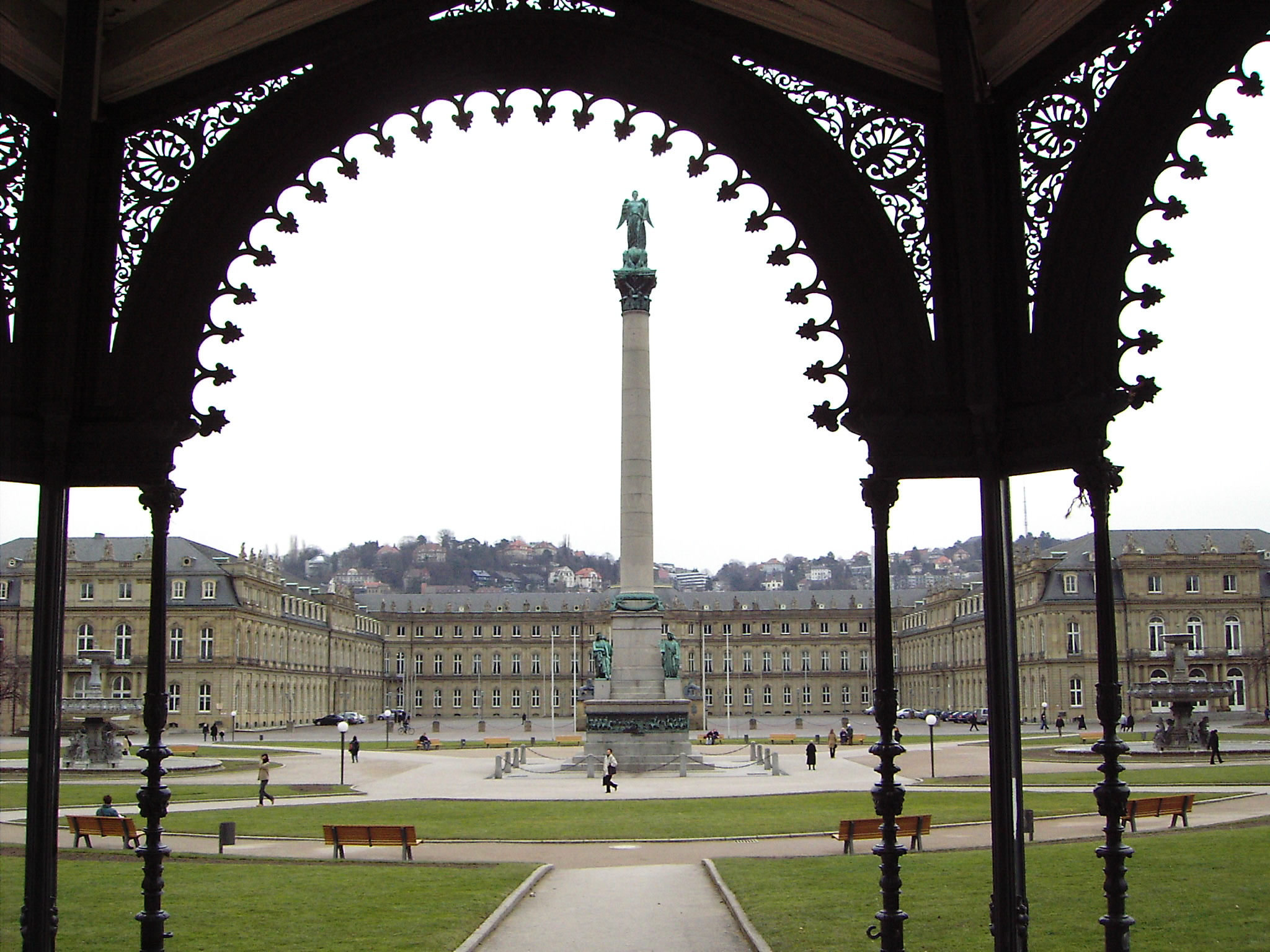
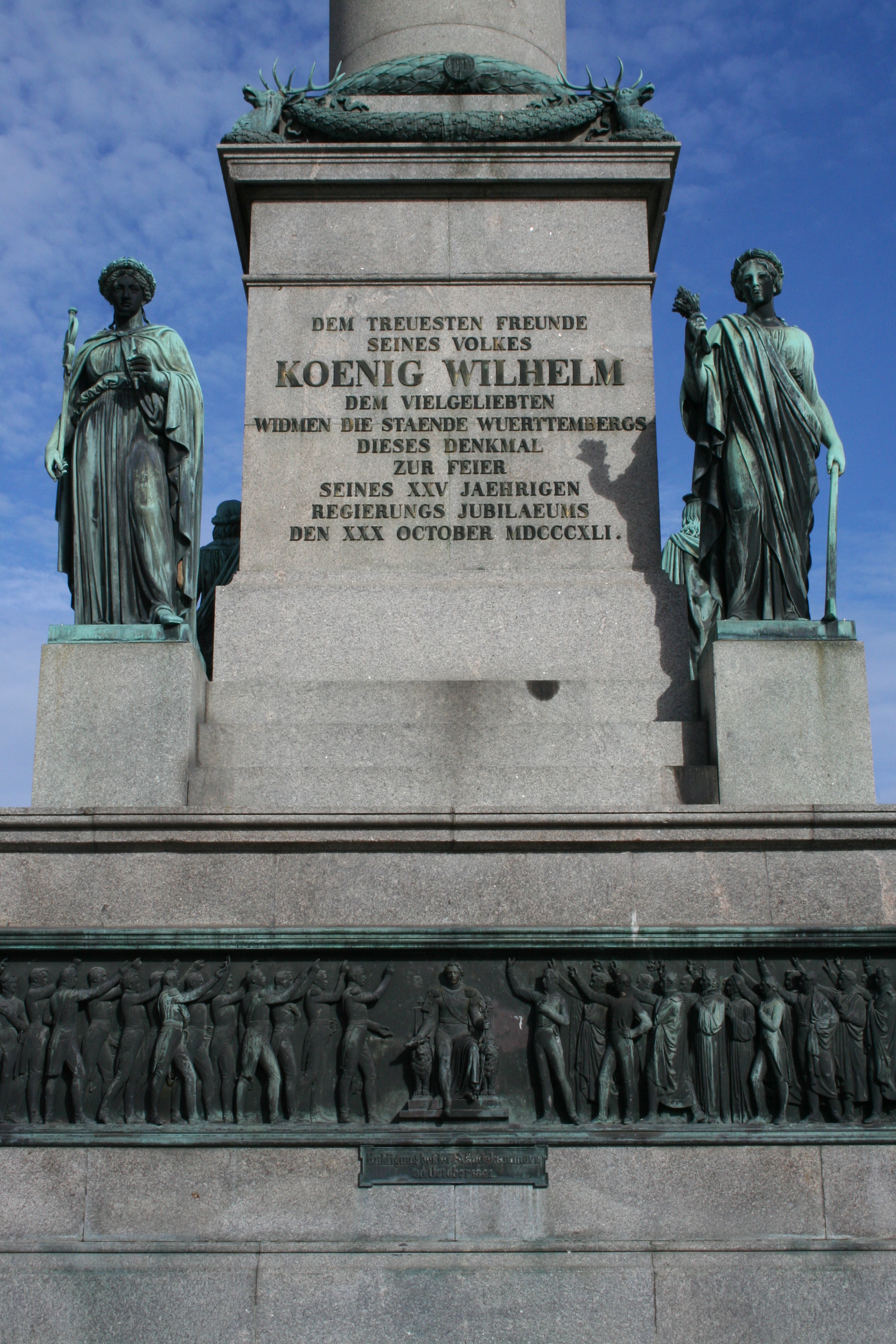
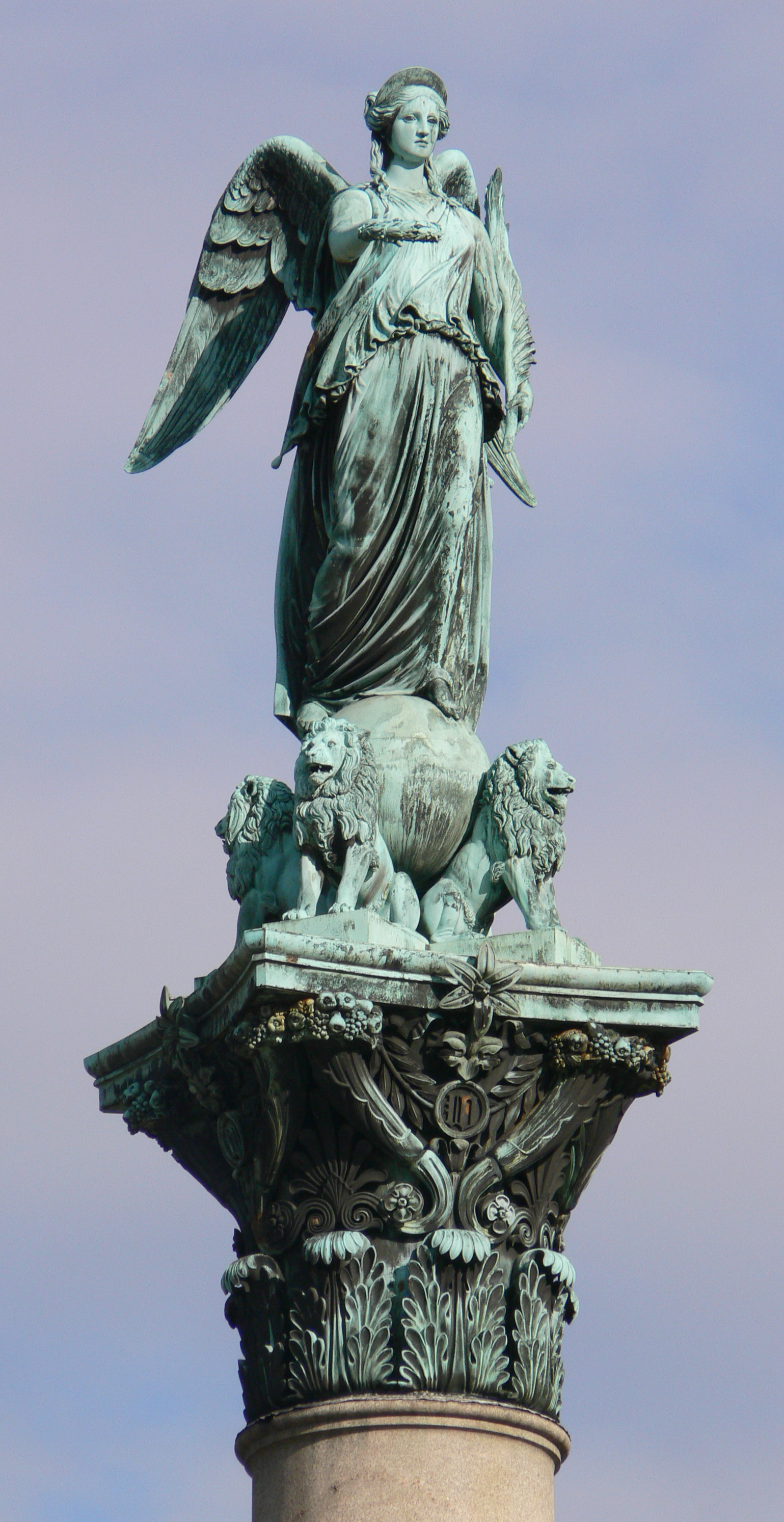
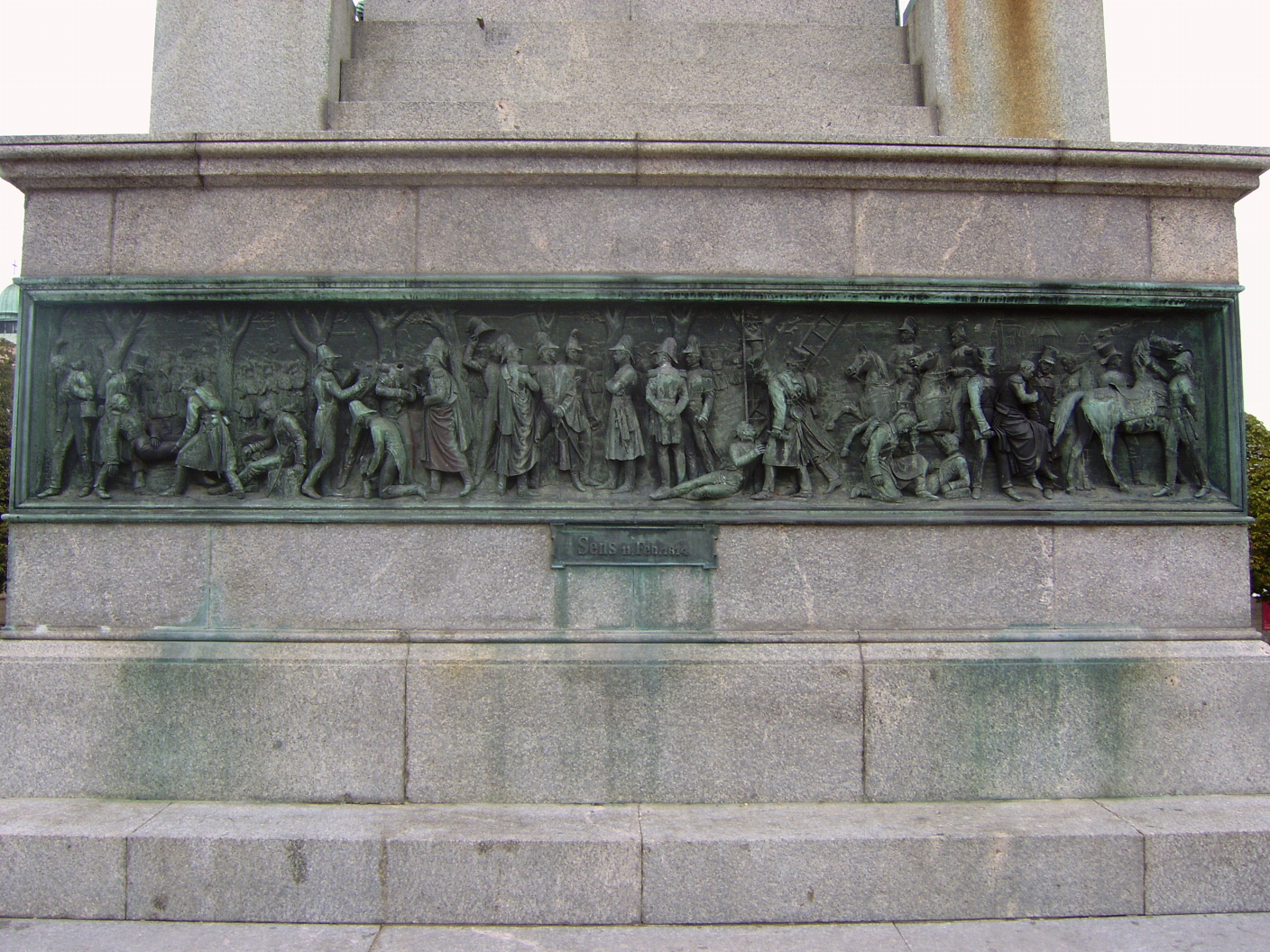
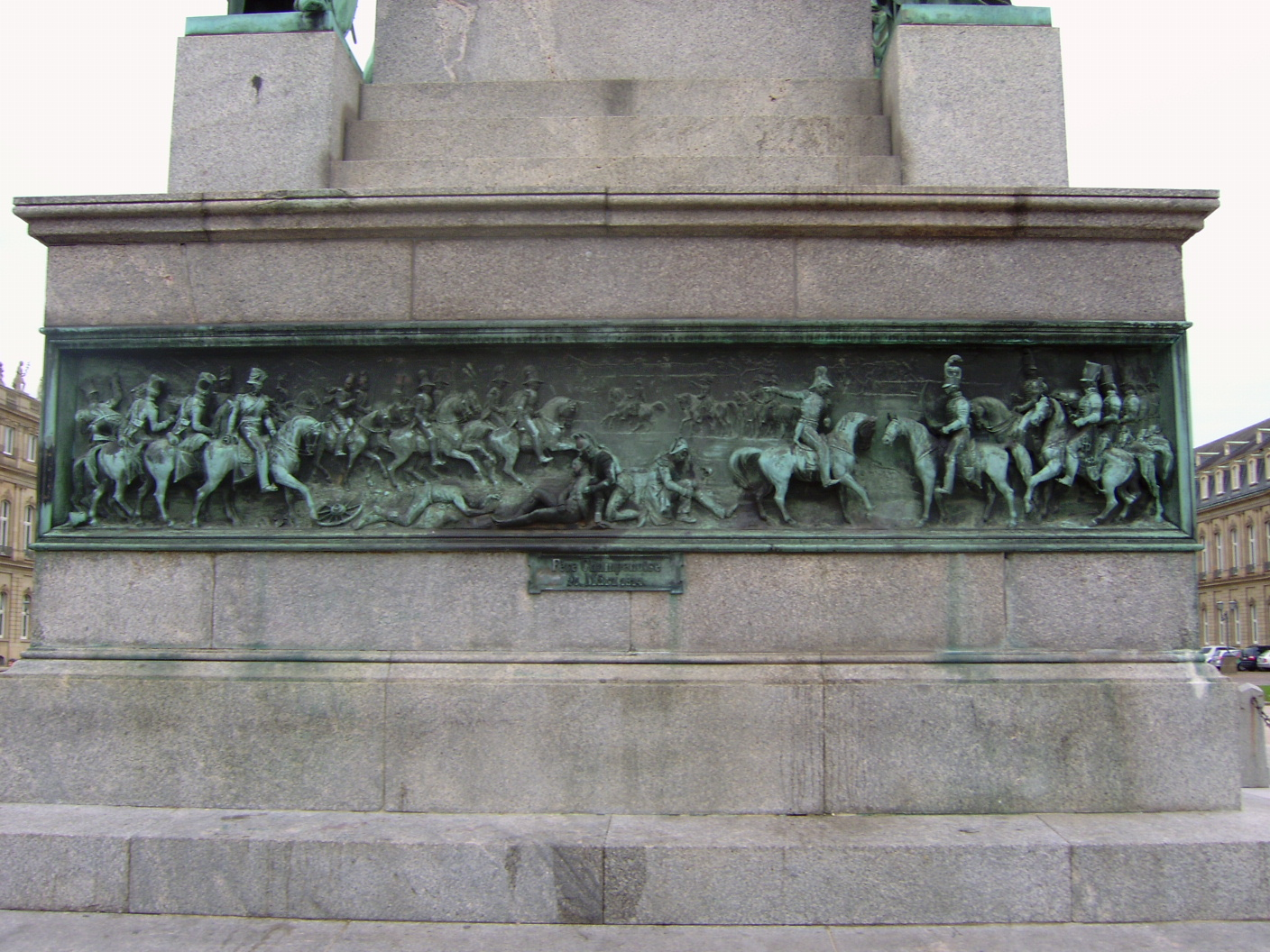
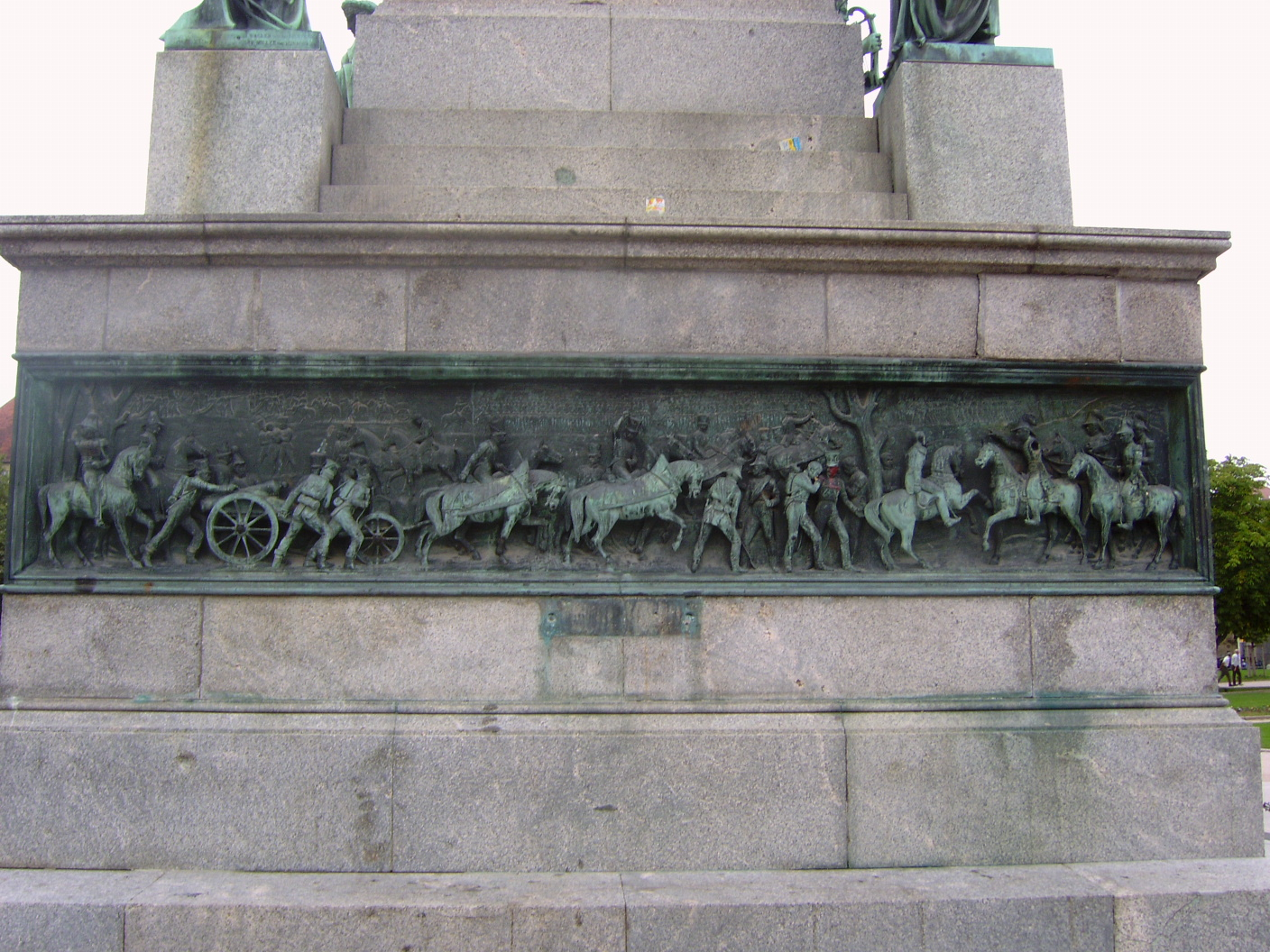